# Kolla (djur)
För andra betydelser, se Kolla.
Kolla är ett släkte av insekter. Kolla ingår i familjen dvärgstritar.

## Dottertaxa tillKolla, i alfabetisk ordning[1]
- Kolla albescens
- Kolla atramentaria
- Kolla auriculata
- Kolla bakeri
- Kolla banthella
- Kolla bataviae
- Kolla bifurcata
- Kolla cafrepa
- Kolla ceylonica
- Kolla diaphana
- Kolla dilata
- Kolla eliyana
- Kolla elongatula
- Kolla fuscovenosa
- Kolla hirashimai
- Kolla hoozanensis
- Kolla immaculata
- Kolla insignis
- Kolla ismene
- Kolla kodaiana
- Kolla lunulata
- Kolla millironi
- Kolla mutata
- Kolla nigrifascia
- Kolla norborella
- Kolla opalinula
- Kolla pallidula
- Kolla parvipicta
- Kolla paulula
- Kolla pentistigma
- Kolla polita
- Kolla pronotalis
- Kolla pupula
- Kolla raja
- Kolla rhabdoma
- Kolla santarosae
- Kolla semipellucida
- Kolla seychellensis
- Kolla suturella
- Kolla tawaula